# Oligotrichum cavallii
Oligotrichum cavallii là một loài Rêu trong họ Polytrichaceae. Loài này được (G. Negri) G.L. Sm. mô tả khoa học đầu tiên năm 1971.